# Norma Khouri
Norma Khouri es el seudónimo de la autora Norma Bagain Toliopoulos (nacida como Norma Bagain en Jordania en 1970). Es la autora del libro titulado Honor perdido (Forbidden love) publicado por Random House en 2003.
El libro, que se convirtió en un éxito de ventas, pretendía describir el supuesto asesinato de su mejor amiga en Jordania. Después de las críticas de escritores y grupos jordanos con respecto a numerosos errores, el libro fue expuesto como un fraude literario en 2004. 

## Primeros años
Khouri nació en Jordania en 1970 en el seno de una familia cristiana y se mudó a Chicago en los Estados Unidos con sus padres en 1973 y posteriormente se trasladó a Australia con su marido.

## Honor perdido
En 2003 Khouri publicó un libro titulado Honor perdido que narra la historia de Dalia, una joven musulmana que vive en Amán (Jordania). Cuando se enamora de Michael, un joven mayor católico del ejército británico, se ve obligada a mantener la relación en secreto y confiar en su amiga Norma para que actúe como intermediaria. Aunque los amantes solo pueden estar juntos a solas en un puñado de ocasiones y la virginidad de Dalia permanece intacta, su padre se enfurece tanto cuando se entera de la aventura que mata a su hija dos meses después de su vigésimo sexto cumpleaños.
Khouri afirmó que se trataba de una historia real y que había conocido personalmente a la supuesta víctima, sin embargo poco después se demostró que había mentido y la historia narrada en su obra era ficticia.
El 24 de julio de 2004, Malcolm Knox, editor literario del Sydney Morning Herald, reveló que Khouri no vivía en Jordania durante 1993-1995 (el período de tiempo en el que está ambientada la historia  de Honor perdido), sino que vivía en Chicago con su esposo, John Toliopoulos, y sus dos hijos. La prensa australiana reveló además que Khouri tenía antecedentes por estafa y que se había ido de Estados Unidos huyendo de la  justicia.
El caso inspiró un documental titulado Forbidden Lie$ dirigido por Anna Broinowski.